# Jean Flori
Jean Flori (ur. 7 kwietnia 1936 w Lillebonne, zm. 18 kwietnia 2018 w Carnac) – francuski historyk mediewista.
Był uczniem Georgesa Duby. Pracował w Centre national de la recherche scientifique. Zajmował się wyprawami krzyżowymi.

## Wybrane publikacje
- L'idéologie du glaive. Préhistoire de la chevalerie, Genève, (éd. Droz), 1983, 205 pages, (Préface de Georges Duby).
- L'essor de la chevalerie, 11ème - 12ème siècles, Genève, (éd. Droz), 1986, 416 pages, (Préface de Léopold Génicot).
- La Première Croisade. L'occident chrétien contre l'Islam, Bruxelles, (éd. Complexe), 1997, 290 pages, (2e ed. 1997, 3ème éd. 2001). ISBN 2-87027-436-X
- La chevalerie en France au Moyen Age, Paris, PUF, collection "Que sais-je ?", n°972, 1995, 128 pages.
(Traduit en Polonais (1999) et en Japonais (2000))
- Chevaliers et chevalerie au Moyen Age, Paris, Hachette, collection "La vie Quotidienne" 1998, 307 pages.  (2ème édition : 2004) ISBN 2-7028-1905-2
- La chevalerie, Paris, (éd. Gisserot), 1998, 128 pages. (Traduit en Espagnol (2001), en Italien (2002), en Portugais (2005)) ISBN 2-87747-345-7
- Croisade et chevalerie, Louvain, (éd. De Boeck-Wesmael), 1998, 433 pages. ISBN 2-8041-2792-3
- Brève histoire de la chevalerie, Gavaudan, (éd. Fragile), 1999.
- Pierre l'Ermite et la première croisade, Paris, (éd. Fayard), 1999, 647 pages, (Prix "Histoire et sociologie de l'an 2000" de l'Académie Française). ISBN 2-213-60355-3
- Richard Cœur de lion, le roi-chevalier, Paris, (éd. Payot), 1999, 597 pages. ISBN 2-228-89272-6
- La guerre sainte. La formation de l'idée de croisade dans l'Occident chrétien, Paris, (éd.Aubier-Flammarion), 2001, 406 pages. ISBN 2-7028-4475-8
- Les croisades, Paris, (éd. Gisserot), 2001, 124 pages. ISBN 2-87747-542-5
- Philippe Auguste, la naissance de l'État monarchique, Paris, (éd. Tallandier), 2002,159 pages (2ème édition en 2007).
- Guerre sainte, jihad, croisade. Violence et religion dans le christianisme et l'islam, Paris, 2002 (éd. du Seuil : Point Histoire)n° H 309, 333 pages ISBN 2-02-051632-2
- Aliénor d’Aquitaine. La reine insoumise, Paris, (éd. Payot), 2004, 544 pages. ISBN 2-7028-9418-6
- L'islam et la fin des Temps. L'interprétation prophétique des invasions musulmanes dans la chrétienté médiévale, Paris, (éd. du Seuil), 2007, 444 pages ISBN 978-2-286-02979-1
- Bohémond d'Antioche, chevalier d'aventure, Paris, (éd. Payot), 2007.
- La croix, la tiare et l'épée, Paris (ed. Payot), 2007
- La fin du monde au Moyen Age, Paris, (éd. J-P Gisserot), 2008, 128 pages.
- Les croisades, Paris (ed. Le cavalier bleu), 2009, coll. Idées reçues.
- Chroniqueurs et propagandistes. Introduction critique aux sources de la Première Croisade, Genève (ed. Droz), 2010.
- Prêcher la croisade. Communication et propagande, XIe-XIIIe siècles, Paris (ed. Perrin), 2012.

## Publikacje w języku polskim
- Rycerstwo w średniowiecznej Francji, Warszawa: "Volumen" - "Mado" 1999.
- Rycerze i rycerstwo w średniowieczu, przeł. Edyta Trojańska, Poznań: Dom Wydawniczy "Rebis" 2003.